# Ken Ryker
Ken Ryker est le nom de scène de Gary James Pokorney, acteur américain de films pornographiques, né le 17 août 1972 à Jeonju (Corée). Il est apparu dans des films pornographiques américains hétérosexuels, bisexuels et gays. Il habite maintenant en Californie.

## Biographie
Gary James Pokorney a grandi au Texas. Après le lycée, il rejoint le Corps des Marines américains, mais a été libéré en raison d'un accident de voiture.
Il se lance dans la pornographie en 1994. Son physique athlétique, son visage typique des blonds du middle-west un sexe d'une taille de 23 cm le propulsent parmi les acteurs les plus appréciés, dans la lignée de Jeff Stryker, bien qu'il ne soit jamais arrivé dans aucun film à obtenir une véritable érection, son sexe restant toujours mou. C'est aussi un « Gay for Pay », pourtant il n'hésite pas à pratiquer des fellations, notamment à ses débuts dans The other side of Aspen III ou plus tard lors d'une scène romantico-érotique, puis franchement pornographique du film The Renegade, avec pour partenaire Hal Rockland.
Sa popularité est telle que son nom apparaît dans plusieurs titres de ces vidéos : The Ryker Files, Ryker's Money Shot, Ryker's Revenge… Un livre intitulé The Films of Ken Ryker paraît en 1998.

## Vidéographie
Gay
- The Backroom
- Big River
- The New Pledgemaster
- Jet Set Direct: Take One
- The Other Side Of Aspen IV: The Rescue
- The Renegade
- Matinee Idol
- Ryker's Revenge
- Ryker's Web (2003)

Hétéro
- Deep Inside Nicole Sheridan
- Raw (2001)

Bisexuelle
- Mass Appeal 1
- Mass Appeal 2

## Récompenses
Il a reçu un GayVN Awards pour une vidéo gay en 1995, et le "Hall of Fame" des Gay AVN Awards en 2002.